# Конюх, Пётр Васильевич
Пётр Васильевич Конюх (1910—1994) — белорусский оперный певец, бас, солист хора донских казаков Сергея Жарова.

## Биография
Родился в местечке Турец Кореличского района Беларуси.
Служил в польской армии. До войны работал в Барановичах. В 1938 году окончил сельскохозяйственные курсы в Вилейке.
В 1941 находился в Ржеве на льноводческих курсах, где и застала его война. Во время Второй мировой войны он, как и многие выходцы из западной Беларуси, воевал с фашизмом во втором польском корпусе генерала Андерса на севере Африке и на юге Европы. Участвовал в сражении при Монте-Кассино и был серьёзно ранен в бедро, награждён орденами Италии, памятным Крестом «За Монте Кассино».
Остался в Италии, так как в 1945 году получил военную стипендию на обучение в Академии искусств. Окончил Римскую академию искусств с двумя дипломами: певец и маэстро. Пел в операх всего мира сольно и в качестве солиста хора, исполнял классические произведения и народные песни на белорусском, итальянском, польском, французском, английском, немецком, русском и украинском языках.
Где-то в 1955 году певец переехал в Нью-Йорк. В США Конюх выступал с концертами и начал преподавать в классе вокал, классическую и народную музыку. Продолжал исполнять белорусские песни (по мнению современников, особенно хорошо у него выходила песня «Палыночак»).
В 1957 году победил на Международном конкурсе вокалистов в Риме. Преподавал пение в собственных школах в Гамбурге и Нью-Йорк. Помогал ставить голос белорусскому певцу Данчику.
В 1958 году Конюх был приглашён в хор донских казаков Сергея Жарова.  На протяжении 27 лет работы в этом коллективе, пел и белорусские песни, некоторые из которых были записаны на пластинки, в том числе и «Магутны Божа».
Умер 14 июня 1994 года. Похоронен на белорусском кладбище в Ист-Брасуике, штат Нью-Джерси, США.
Записи выступлений встречаются в фондах медиакомпаний и в частных коллекциях. Материалы о его жизни можно найти в музее города  Кореличи. В прессе встречаются статьи и рассказы. В 2009 году на киностудии «Беларусьфильм» был снят документальный фильм о певце.